# Thomas Carr (strzelec)
Thomas M. Carr (ur. 9 sierpnia 1905 w Butte, zm. 19 sierpnia 1955 w hrabstwie Imperial) – amerykański strzelec, olimpijczyk.
Carr wystąpił na Letnich Igrzyskach Olimpijskich 1932 w jednej konkurencji – pistolecie szybkostrzelnym z 25 m. Uplasował się na 12. miejscu.
Pracował jako policjant i detektyw w Santa Monica. W 1942 roku został skazany pod zarzutem napadu.

## Wyniki

### Igrzyska olimpijskie
| Igrzyska         | Konkurencja                   | Wynik          | Miejsce | Źródło |
| ---------------- | ----------------------------- | -------------- | ------- | ------ |
| Los Angeles 1932 | Pistolet szybkostrzelny, 25 m | 23 pkt. (18–5) | 12      | [ 1 ]  |